# 2 White Street
La Casa Gideon Tucker, también conocida como 2 White Street, es una casa histórica en la esquina de West Broadway y White Street en el vecindario TriBeCa de Manhattan, Nueva York.

## Descripción e historia
La casa de estilo federal fue construida entre 1808 y 1809 por Gideon Tucker, quien supervisó su construcción y vivió en la casa una vez que estuvo completa. Tucker fue concejal de la ciudad del quinto distrito y también se desempeñó como comisionado escolar y comisionado de estimaciones y evaluaciones de la ciudad. Su fábrica de yeso Tucker & Ludlum estaba ubicada en otra parte de la misma propiedad. La casa es un remanente del período cuando el área, entonces conocida como el Lower West Side, estaba desarrollando más residencias.
La planta baja de la casa se utilizó como tienda, lo que sigue siendo el caso hoy. La casa de ladrillo y madera es un raro ejemplo de una de su época que aún conserva su techo abuhardillado y sus buhardillas originales. También conserva su cornisa original, que muestra "hermosos detalles y finas molduras". Aunque construido en 1809, su estilo deriva del siglo XVIII. Por lo general, una casa como esta habría sido la terminación de una pequeña hilera de casas similares, generalmente de dos pisos de altura con un sótano.
La casa en 2 White Street fue designada Monumento Histórico de la Ciudad de Nueva York el 19 de julio de 1966.